# Olympische Sommerspiele 2008/Teilnehmer (Syrien)
| Gelbes Symbol für Goldmedaillen mit stilisierten Olympischen Ringen | Graues Symbol für Silbermedaillen mit stilisierten Olympischen Ringen | Braundes Symbol für Bronzemedaillen mit stilisierten Olympischen Ringen |
| ------------------------------------------------------------------- | --------------------------------------------------------------------- | ----------------------------------------------------------------------- |
| —                                                                   | —                                                                     | —                                                                       |

Syrien nahm an den Olympischen Sommerspielen 2008 in Peking mit acht Athleten teil.

## Teilnehmer nach Sportarten

### Gewichtheben
- Ahed Joughili

### Leichtathletik
- Fadwa al-Bouza
- Majd Eddin Ghazal

### Schießen
- Roger Dahi

### Schwimmen
- Bayan Jumah
- Souhaib Kalal
- Saleh Mohammad

### Triathlon
- Omar Tayara